# Соккер Сити
«Фёст Нэшнл Банк», ФНБ (First National Bank Stadium или FNB Stadium), также известный как «Соккер Сити» (англ. Soccer City) — футбольный стадион в городе Йоханнесбург, крупнейший стадион на территории Африки. На стадионе прошел финал чемпионата мира по футболу 2010 года, а также финал Кубка африканских наций 1996 года. Стадион вмещает 94 736 зрителей, на время проведения чемпионата мира вместимость была снижена до 84 490, для размещения прессы и важных гостей.

## История
Строительство стадиона было начато в 1986 году, а открыт «Соккер Сити» был в 1989 году. В 2009 году, в рамках подготовки к финальной стадии чемпионата мира по футболу 2010 года, был кардинально модернизирован.
«Соккер Сити» находится в юго-западной части Йоханнесбурга — Соуэто. Расположен рядом со штаб-квартирой Южноафриканской футбольной ассоциации.
Официальное название стадиона с 1989 года согласно спонсорским соглашениям — First National Bank Stadium, однако во время матчей турниров под эгидой ФИФА стадион носит название «Соккер Сити». Неофициальное прозвище стадиона из-за его формы — «Калабас».

## Кубок африканских наций 1996
| Дата           | Команда #1 | Результат. | Команда #2 | Раунд                    | Количество зрителей |
| -------------- | ---------- | ---------- | ---------- | ------------------------ | ------------------- |
| 13 января 1996 | ЮАР        | 3:0        | Камерун    | Группа А (матч открытия) | 80 000              |
| 15 января 1996 | Египет     | 2:1        | Ангола     | Группа A                 | 6 000               |
| 18 января 1996 | Камерун    | 2:1        | Египет     | Группа A                 | 4 000               |
| 20 января 1996 | ЮАР        | 1:0        | Ангола     | Группа A                 | 30 000              |
| 24 января 1996 | ЮАР        | 0:1        | Египет     | Группа A                 | 20 000              |
| 25 января 1996 | Заир       | 2:0        | Либерия    | Группа C                 | 3 000               |
| 27 января 1996 | ЮАР        | 2:1        | Алжир      | Четвертьфинал            | 80 000              |
| 31 января 1996 | ЮАР        | 3:0        | Гана       | Полуфинал                | 80 000              |
| 3 февраля 1996 | Гана       | 0:1        | Замбия     | Матч за 3-е место        | 80 000              |
| 3 февраля 1996 | ЮАР        | 2:0        | Тунис      | Финал                    | 80 000              |

## Матчи чемпионата мира 2010
| Дата         | Время (UTC+2) | Команда #1 | Результат.             | Команда #2       | Раунд                    | Количество зрителей |
| ------------ | ------------- | ---------- | ---------------------- | ---------------- | ------------------------ | ------------------- |
| 11 июня 2010 | 16:00         | ЮАР        | 1:1                    | Мексика          | Группа A (матч открытия) | 84 490              |
| 14 июня 2010 | 13:30         | Нидерланды | 2:0                    | Дания            | Группа Е                 | 83 465              |
| 17 июня 2010 | 13:30         | Аргентина  | 4:1                    | Республика Корея | Группа B                 | 82 174              |
| 20 июня 2010 | 20:30         | Бразилия   | 3:1                    | Кот-д’Ивуар      | Группа G                 | 84 455              |
| 23 июня 2010 | 20:30         | Гана       | 0:1                    | Германия         | Группа D                 | 83 391              |
| 27 июня 2010 | 20:30         | Аргентина  | 3:1                    | Мексика          | 1/8 финала               | 84 377              |
| 2 июля 2010  | 20:30         | Уругвай    | 1:1 (4:2 по пенальти.) | Гана             | Четвертьфинал            | 84,017              |
| 11 июля 2010 | 20:30         | Нидерланды | 0:1                    | Испания          | Финал                    | 84 490              |

## Другие события
- 30 ноября 2012 года на стадионе прошло шоу певицы Леди Гаги в рамках мирового турне The Born This Way Ball Tour. Шоу посетило 56 900 человек[7].
- 10 декабря 2013 года на стадионе прошла церемония прощания с бывшим президентом ЮАР, борцом с апартеидом Нельсоном Манделой.[8]